# Los Alamitos Race Course
Los Alamitos Race Course är en hästkapplöpningsbana i Cypress i Kalifornien i USA. Banan öppnades 1951 och arrangerar löp både för fullblodshästar och quarterhästar. Banan anordnar bland annat fyra quarterhästlöp med en samlad prissumma över 1 miljon dollar, mer än någon annan bana i USA.
Även om banan ligger geografiskt i staden Cypress, har den en Los Alamitos-postadress (postnummer 90720). Los Alamitos ligger tvärs över Katella Avenue i söder.
Banan fick stor publicitet när Art Sherman flyttade sitt träningsstalls hemmabas från Hollywood Park till Los Alamitos, och hans häst California Chrome segrade i Kentucky Derby (2014) och Preakness Stakes (2014). Han fick även en stor fanskara och kallades "folkets häst" .